# 千里愛風 SUNDAY9
千里愛風 SUNDAY9（せんりまなか サンデーナイン）は歌手・千里愛風がパーソナリティーを務める、FM NACK5のラジオ番組。放送日は毎週日曜21:00～21:30。2006年4月1日から放送をスタート。番組名の由来は"日曜夜9時"から。

## 特徴
千里愛風が一人でパーソナリティーを務めるレギュラー番組。録音番組。コーナーは番組開始から続く「愛風姉さんのお悩み相談室」と「Weekly Sunday9」の２つ。また、番組後半には千里愛風本人がインタビュアーを勤めるテレビ東京の5分番組「SCENE」と連動した、ゲストアーティストのコメントと楽曲がオンエアされるミニコーナーも存在する。
また、不定期ではあるがゲストを招く回もあり、千里愛風と交流のあるアーティストも多数出演している。